# Сущук Василь Петрович
Васи́ль Петро́вич Сущу́к (1978—2022) — солдат Національної гвардії України, учасник російсько-української війни, що відзначився у ході російського вторгнення в Україну.

## Життєпис
Народився 20.10.1978 в місті Рогатин. Проживав у Львові.
Закінчив ліцей № 94. Був приватним підприємцем. Обожнював рибалити, читати книжки — особливо на історичну тематику.
Із початком повномасштабного вторгнення добровільно вступив до лав окремого загону спеціального призначення «Азов» Східного оперативно-територіального об'єднання НГУ. Згодом боронив державу у складі військової частини А3449. Брав участь у рятувальних спеціальних місіях до металургійного комбінату «Азовсталь» у Маріуполі. Був одним із 72 бійців, які десантувалися там.
Нагороджений орденом «За мужність» ІІІ ступеня та відзнакою від Головного управління розвідки «За мужність при виконанні спецзавдань».
Загинув 18 травня 2022 в Маріуполі
Похований на Марсовому полі у Львові.